# Vallesia pubescens
Vallesia pubescens là một loài thực vật có hoa trong họ La bố ma. Loài này được Andersson miêu tả khoa học đầu tiên năm 1855.